# Простор
Простор је оно у чему се материја физички простире. Физички простор се обично сматра тродимензионалним, док савремени физичари узимају време као четврту димензију, која заједно са три димензије простора чини континуум простор-време. У филозофији, простор се често одређује као „оно у чему се све налази“ или, потпуно супротно, као „оно у чему се ништа не налази“. Сматра се да је концепт простора од фундаменталног значаја за разумевање физичког свемира. Међутим, неспоразуми се настављају између филозофа о томе да ли је он сам ентитет, однос између ентитета или део концептуалног оквира. У математици, простор може имати значење ограничене површине или запремине. Појам простора и појам времена су у филозофији неразлучиви.
Расправе о природи, суштини и начину постојања простора датирају из антике; наиме, у расправама као што је Платонов Тимај, или Сократ у његовим размишљањима о оном што су Грци звали khôra (тј. „простор”), или у Аристотеловој Физици (Књига IV, Делта) у дефиницији термина topos (тј. место), или у каснијем „геометријском поимању места” као „проширењу простора qua” у „Дискурсу о месту” (Qawl fi al-Makan) арапског полимате Алхазена из 11. века. Многа од ових класичних филозофских питања дискутована су током ренесансе, а затим су преформулисана у 17. веку, нарочито током раног развоја класичне механике. Према Исаку Њутну, простор је био апсолутан - у смислу да је постојао трајно и независно од тога да ли је у простору било какве материје. Други природњачки филозофи, а нарочито Готфрид Вилхелм Лајбниц, су сматрали да је простор у ствари скуп односа између објеката, датих њиховим растојањем и правцем један релативно на другог. У 18. веку, филозоф и теолог Џорџ Беркли покушао је да побије „видљивост просторне дубине” у свом делу Есеј према новој теорији визије. Касније, метафизичар Имануел Кант је рекао да концепти простора и времена нису емпиријски изведени из искустава спољашњег света, већ да су они елементи већ датог системског оквира који људи поседују и користе да структуирају сва искуства. Кант се осврнуо на искуство „простора” у његовој Критици чистог разума као субјективној „чистој априорној форми интуиције”.

## Простор у филозофији

### Грчка филозофија
Покушај да се простор позитивно одреди, потиче од Парменида за кога пуноћа значи уједно и телесност, биће и ум. Насупрот пуном може се претпоставити празно које је ништа, небиће којем припада само привидни (чулни, емпиријски) реалитет. Аристотелово схватање простора умногоме је блиско елејском.
| „                          | Према заједничким схватањима људи, празнина јесте простор у којем не постоји никакво тело; и пошто они сматрају да битак има само оно што је телесно, то називају празним простором оно у чему се не налази апсолутно ништа. Претпоставка празног простора има свој основ нарочито у овоме: (1) сматрала се нужном да би кретање било могуће и (2) у тискању тела, при чему делови улазе у празне поре. | ” |
| — Аристотел, Физика, IV, 6 | |   |

За Платона је простор неограничено небиће из којег се путем математичког (геометријског) умног обликовања ствара свет појава (чулни свет), који је мешавина између „неограниченог“ (простора) и „ограниченог“ (математичких облика). У новоплатонизму, простор је такође небиће али и нужан услов појавног мноштва, разноликости и чулних ствари.

### Индијска филозофија
За неке школе индијске филозофије (ваишешика и нјаја), време и простор су шеста, односно седма супстанца. Простор је претпоставка координације и међусобног односа ствари, њиховог положаја и распореда — лево, десно, горе, доле, испод, изнад итд. Простор локализује тела, условљава њихов прелазак с једног места на друго, док време једино одређује њихово мењање у њему самом. Стога се ове две супстанце значајно разликују; док су временске релације апсолутне, у смислу да је прошлост оно што је прошло и више се не враћа, просторне релације су релативне.
Попут времена, јединствени, вечни, свепрожимни и метемпиријски простор се не опажа, већ изводи из просторних одредби — близине и удаљености; просторни односи су перцептибилни будући предмет визуелног, а понекад и тактилног опажања.

### Будистичка филозофија
Простор је теравада сматрала материјалним флуидом, изузетно тананим, у коме се ствари крећу. Неке друге школе изједначавају простор с неусловљеношћу (asamskrta), а најзначајнија неусловљеност је нирвана. У школама сарвастиваде простор се укључује у три неусловљености и замишља као празна супстанца у којој се ствари крећу, не наилазећи на отпор. Стога ове школе разликују простор по себи (akaša) и простор као елемент (akašadhatu). Потоњи је материјалан и стога не може да се укључи у неусловљеност. Нематеријалност простора не имплицира његову несазнатљивост; његову егзистенцију доказује закључивање. Само кретање ствари, њихов различити распоред и премештање без наилажења на препреке и отпор, представља доказ за постојање простора.
Саутрантике простор дефинишу као недостатак опипљивости, што значи да му егзистенција није реална, већ појмовна. Каснији учитељи, као Нагарђуна, инсистираће на негативној дефиницији простора: његовој неограничености, нематеријалности, празнини. Он развија побијање појма времена тако да истовремено буде и побијање простора, пошто су ова два појма неразлучива, а за основу узима логичку недоказивост појма кретања.

### Нововековна филозофија
У нововековној филозофији, Декарт изједначује простор и тело (слично Елејцима), али одваја простирање од мишљења, материјалну од духовне супстанције. Спиноза простирање и мишљење не сматра супстанцијама већ атрибутима, па се апсолутна супстанција појављује с једне стране као просторна (телесна), а с друге као мисаона (умна).
Исак Њутн је увео појам апсолутног простора који „без релација према спољашњим стварима остаје увек исти и непокретан“. Њутн је веровао да апсолутни простор има свој сопствени реалитет који никако не зависи од небеских тела у њему смештених, већ је претпоставка постојања и кретања тела.
Кант дефинише простор помирујући претпоставке њутновске физике и покушавајући да избегне метафизичке контроверзе о његовом онтолошком статусу:
| „                                             | Простор је нужна представа априори која чини основ свих спољашњих опажаја. Никада се не може створити представа о томе да не постоји простор, премда се сасвим лепо може замислити да се у њему не налазе никакви предмети. Простор се, дакле, сматра као услов могућности спољашњих појава, а не као одредба која од њих зависи, те је, дакле, једна представа априори која нужним начином чини основ спољашњих појава. | ” |
| — Кант, Критка чистог ума, Транс. ест. пар. 2 | |   |

Хегел тврди да је простор „прво или непосредно одређење природе“ - „проста форма, тј. апстракција, и то апстракција непосредне спољашњости“ (Енцикл, пар. 254.). Природа се не може одредити друкчије осим као оно што се само по себи простире, а та одредба је апстрактна, тј. прва и недовољна за спознају саме природе.

## Простор у физици

### Еуклидова геометрија
Најранији покушај стварања апсолутног геометријског система простора направио је грчки математичар Еуклид. Помоћу аксиома, дефиниција и постулата одредио је основне геометријске облике: тачку, праву, раван, итд. Он излаже темељне принципе геометрије, од којих је, због своје сложености и експерименталне непроверљивости, највише расправа изазвао пети постулат, који гласи:

### Савремена физика
Савремени физичари су у еуклидовској геометрији открили бројне недостатке. Наиме, еуклидовска геометрија довољно добро описује особине простора унутар граница непосредног искуства, али у ширим оквирима Еуклидови елементи не одговарају захтевима модерне науке. Руски математичар Лобачевски је доказао да се може замислити простор у коме више паралелних линија пролази кроз исту тачку, чиме су створени теоријски основи за нееуклидску геометрију. На основу података да брзина светлости не зависи од брзине кретања извора светлости, настале су такозване Лоренцове трансформације, које су постале један од стубова специјалне теорије релативности.
Према теорији релативности, простор и време нису међусобно изоловани нити независни, а физичка збивања могућна су само у четвородимензионалном континууму простор-време. Ајнштајн је показао да је и сама сила теже, нарочити вид простора. У близини великих космичких маса простор је закривљен, те битно утиче на кретање тела у његовој непосредној околини. Ван радијуса тих маса простор је раван, а правци кретања праволинијски. Геометрија простора је у тесној зависности од гравитационог поља. Показало се да права линија није најкраће растојање између две тачке. Уместо Њутновог апсолутног простора и времена који су одвојени од света и материје, створен је модел закривљеног релативног континуума простор-време. По теорији релативитета, простор се састоји од четири димензије, од којих је једна време. Време се посматра као особина простора или његова четврта димензија.

## Простор у математици
У математици, простор може бити:
- Векторски простор
- Тополошки простор
- Метрички простор
- Пројективни простор, или
- Простор функција (функционални простор).

## Простор као ликовни елемент
Простор као ликовни елемент се оснива на филозофској дефиницији простора као објективној стварности у којој се садржи материјални свет. Тродимензионални простор, као волумен, има три димензије: висину, ширину и дужину. Простор је поред волумена најважнија саставница ликовних дела скулптуре и архитектуре.
Простор је посебно важан у архитектури и он је ту основна категорија ("архитектонски простор“, ентеријер, екстеријер) као и скулптури и назива се „негативном формом“.
Међупростор је део простора између појединих облика.
Приказивање простора на површини је могуће цртачким или сликарским техникама и настаје на више начина:
- Конгломерат (латински збрка, нагомилавање) је начин приказивања код којег је простор негиран, а облици су набацани на површину без икаквога реда (нпр. Палеолитски пећински цртежи).
- Поделом површине на планове добива се најједноставнија илузија дубине простора. Оно што је најближе је у првом плану, а оно што је даље је у другом плану итд.
- Сложеније приказивање простора на плохи (засновано на разликама у величини облика) називамо перспективом.